# Ariana Dumbledore
Ariana Dumbledore (n. 1885 - d. 1899) este un personaj din seria de cărți Harry Potter, sora lui Albus Dumbledore și a lui Aberforth Dumbledore. Părinții ei sunt Percival Dumbledore și Kendra Dumbledore.
Biografie
Ariana Dumbledore este mezina familiei Dumbledore, urmată de Aberforth Dumbledore și fratele ei cel mai mare, Albus Dumbledore. La vârsta de șase ani, Ariana a fost observată de către trei băieți Mageamii (ne-vrăjitori) practicând magie, iar apoi ei au pătruns prin gardul viu al casei ei. Când aceasta nu le-a putut arăta cum a reușit să facă "trucul", cei trei băieți au atacat-o, de atunci Ariana nemaivoind să practice magia. Tatăl ei, Percival, i-a omorât pe cei trei băieți și a fost închis la Azkaban, dar acesta niciodată nu a dezvăluit motivul masacrului său, protejând-o astfel pe Ariana. Mama ei, Kendra, a mutat-o la Godric's Hallow și a ținut-o de atunci ascunsă de lume, fetița fiind periculoasă, din cauza ocazionalelor răbufniri de magie. 
Când Ariana a împlinit 14 ani, a avut o criză de nervi, iar magia ei a omorât-o accidental pe mama sa. În continuare, Ariana a rămas în grija fratelui ei, Albus.
În vremea aceasta, Albus plănuia să se mute din loc în loc și să o ia și pe Ariana cu el, căci acesta avea planuri mari cu prietenul lui, Grindelwald. Într-o zi însă, Aberforth îi confruntă pe Albus și pe Grindelwald, zicându-le că Ariana nu este destul de stabilă mintal pentru a-și schimba întruna domiciliul, iar în cele din urmă un conflict cu vrăji izbucnește între cei trei. Încercând să-i ajute dar neștiind ce face, Ariana este omorâtă accidental de unul dintre cei trei la vârsta de doar 14 ani.
Apariții
Ariana apare pentru prima oară de abia în  Harry Potter și Talismanele Morții, atunci când Harry află despre ea la nunta lui Bill Weasley și a lui Fleur Delacour. Mai târziu, aceasta este zărită de către Harry, Ron și Hermione într-un tablou din camera lui Aberforth. Ariana este descrisă ca având părul blond și o privire blajină.